# Елизаветинка (Шиловский район)
Елизаветинка — деревня в Шиловском районе Рязанской области в составе Боровского сельского поселения.

## Географическое положение
Деревня Елизаветинка расположена на Окско-Донской равнине на реке Мильчус в 16 км к северо-востоку от пгт Шилово. Расстояние от деревни до районного центра Шилово по автодороге — 20 км.
В непосредственной близости от деревни Елизаветинка находятся значительные лесные массивы. К северу от деревни расположены урочища Слатина и Ножка, к востоку — урочища Савиной Овраг, Соловьевка и Гарь, к югу — урочища Морозовка и Круглый Лес. Ближайшие населенные пункты — села Боровое и Инякино, деревня Уша.

## Население
По данным переписи населения 2010 г. в деревне Елизаветинка постоянно проживают 25 чел. (в 1992 г. — 88 чел.).

## Происхождение названия
Ранее, вплоть до начала XX в. деревня носила наименование Елисаветина. Михайловские краеведы И. Журкин и Б. Катагощин считали, что свое название деревня получила потому, что некогда в этой местности проживала помещица Елизавета.

## История
По данным И. В. Добролюбова, деревня Елизаветинка с 1829 г. относилась к приходу Успенской церкви села Инякино, и к 1891 г. в ней насчитывалось 35 дворов. В конце XIX в. в деревне был открыт крахмало-терочный завод, национализированный после Октябрьской революции 1917 г. и вскоре прекративший свою работу.